# Ethnologische Theorien zur Gewalt
Es gibt in der Völkerkunde verschiedene ethnologische Theorien zur Gewalt, weil der Gewaltbegriff umstritten ist und es keine allgemeingültige und eindeutige Definition gibt. Die Ethnologie der Gewalt ist ein junger Forschungsbereich, eine ausführliche Theoriebildung fand erst seit den 1940er Jahren statt. Laut Nancy Scheper-Hughes und Philippe Bourgois vermieden viele Ethnologen bis weit ins 20. Jahrhundert hinein vor allem deshalb die Untersuchung ethnischer oder indigener Gewaltformen, um durch ihre Analyse nicht das Vorurteil von der Primitivität und Brutalität indigener Völker zu stärken.
Ethnologische Ansätze können auf einer etischen oder emischen Herangehensweise basieren. Bei einem etischen Vorgehen, welches sich durch eine Analyse vor dem Hintergrund westlich geprägter Wissenschaftskonzepte auszeichnet, kann eine kulturvergleichende Studie durchgeführt werden. Ein emisches Vorgehen hingegen versucht das Phänomen Gewalt mit den jeweiligen kultureigenen Begriffen und Konzepten darzustellen.
Die soziale Rolle von Gewalthandlungen in verschiedenen kulturellen Zusammenhängen, ihre kulturspezifischen Ursachen und Bedingungen sowie die je nach Kultur unterschiedlichen Konzeptionen von Gewalt sind zentrale Fragestellungen der Forschung.
Wichtige Themen in der ethnologischen Untersuchung von Gewalt sind Nationalität, Ethnizität, Rache, rumor and gossip (Gerüchte und Klatsch), Alkoholkonsum, Religion, Aggressivität, Kriegsführung, Suizid, Hexerei, strukturelle Auswirkungen von Gewalt sowie Gewaltlosigkeit.
Es werden unter anderem strukturelle Gewalt,
symbolische Gewalt
und physische Gewalt unterschieden. Letztere beinhaltet eine relativ eng umgrenzte Gewaltdefinition, die eine intendierte körperliche Schädigung als Grundlage hat. Trotzdem können sich auch vor dem Hintergrund einer engen Definition verschiedene Perspektiven und Bewertungen von ein und demselben Kraftakt auftun. Diese Perspektivdifferenz zum Thema Gewalt greift David Riches, einer der bedeutendsten Vertreter der Ethnologie der Gewalt, in seiner Theorie des Dreiecks der Gewalt bestehend aus Täter, Opfer und Zeuge aus dem Jahr 1986 auf. Danach hängt die Definition von Gewalt letztlich von der Beurteilung der Beteiligten ab.
Die Erklärung von Riches konzentriert sich auf phänomenologische und handlungsmotivierende Aspekte von Gewalt. Daneben gibt es heute eine Vielzahl von Theorien, die gewalttätige Handlungen in ihrem historischen Kontext betrachten. Untersucht werden sowohl Vorbedingungen für als auch Konsequenzen von Gewaltakten.
Narrative Ansätze neigen dazu, Beweggründe für Gewalt zu erklären, sie zu legitimieren und Menschen damit letztendlich zur Ausübung von Gewalt zu motivieren.
Weiterhin wird zwischen individueller und kollektiver Gewalt unterschieden. Wird Gewalt auf das Individuum bezogen untersucht, liegt der Fokus auf der subjektiven Erfahrung. Bei kollektiver Gewalt sind die Folgen einer als gewalttätig aufgefassten sozialen Handlung entscheidend.

## Theorien zur Gewalt

### David Riches
Als einer der ersten ausführlicheren Ansätze zur Theoriebildung über Gewalt innerhalb der Ethnologie gilt David Riches Konzept des „Dreiecks der Gewalt“ aus dem Jahr 1986. Sein Ansatz ist phänomenologisch und die ihm zugrunde liegende Gewaltdefinition eng. Riches versteht Gewalt als „an act of physical hurt deemed legitimate by the performer and illegitimate by (some) witnesses“ (ein Akt des Zufügens von physischen Schmerzen, der vom Verursacher als legitim und von (einigen) Zeugen als illegitim angesehen wird). Das Dreieck der Gewalt begreift Gewalt als eine Handlung, die aus drei Akteuren besteht: einem Täter, einem Opfer sowie einem Zeugen. Die unterschiedliche Wahrnehmung und Bewertung dieser Akteure von ein und derselben Krafthandlung führt dazu, dass letztendlich die Bewertung der Betroffenen die Handlung als gewalttätig oder nicht definiert. Physische Gewalt hat somit den Charakter einer interpretativen Mehrdeutigkeit. Ein weiterer Punkt in Riches Ansatz sind vier von ihm herausgearbeitete Eigenschaften von Gewalt, die sie zu einer „soziale[n] und kulturelle[n] Ressource“ werden lassen: Gewaltausübungen würden immer Gefahr laufen, in ihrer Legitimität hinterfragt zu werden, Gewalt als solche werde selten missverstanden, die Anwendung von Gewalt sei für die Sinne höchst sichtbar und es bedarf wenig, außer der Kraft des menschlichen Körpers, um jemandem wirksamen Schaden zuzufügen.
In Anbetracht dieser Annahmen könne Gewalt zu einem höchst effizienten Instrument zur Interessendurchsetzung und Zielerreichung werden. Riches geht davon aus, dass Menschen, trotz immer vorhandener Alternativen, zu einer gewalttätigen Lösung tendieren und bezeichnet Gewalt als eine „strategy which is basic to the experience of social interaction“ (Strategie, die für die Erfahrung sozialer Interaktion fundamental ist).

### Abbink und Ajmer
Die theoretischen Bezüge, die von Jon Abbink und Göran Ajmer in ihrem im Jahr 2000 erschienenen Buch Meanings of Violence gemacht werden, berücksichtigen eine Vielzahl von Einflüssen, fokussieren jedoch in erster Linie auf Kommunikation und der mit ihr einhergehenden symbolischen Bedeutung, wie sie auch in der Religion und im Ritual vorkommen. So unterstreicht Abbink, dass es sich bei Gewalt um kommunikative Akte handelt, die durch ihre Symbolkraft an Bedeutung gewinnen. Aijmer gliedert zwischen vorgestellter, diskursiver und ethologischer Ordnung. Diese Einteilung sieht er als entscheidend für die Erklärung von Gewalt in unterschiedlichen Gesellschaften.

### Schroeder und Schmidt
Im Spannungsfeld von imaginisierter Gewalt und gewalttätiger Praxis unterscheiden Ingo W. Schroeder und Bettina E. Schmidt in ihrem 2001 herausgegebenen Buch Anthropology of Violence and Conflict zwischen operationalen, kognitiven und experimentellen Zugängen zur Untersuchung von Gewalt. Die operationale Herangehensweise fokussiert auf gegenständliche und politische Gründe, die kognitive auf kulturelle Konstruktionen und die experimentelle auf subjektive Empfindungen im Zusammenhang mit Gewalt. Infolge dieser Klassifizierung öffnet sich ein allgegenwärtiger theoretischer Handlungsspielraum. Schroeder und Schmidt ergänzen, dass es eine Vorstellung von dem geben muss, was Gewalt ausmacht, damit gewisse Handlungen überhaupt als solche durchgeführt und interpretiert werden können.

### Stewart und Strathern
Pamela J. Stewart und Andrew Strathern unterscheiden zwischen funktionaler und symbolischer Gewalt. Funktionale Gewalt bezieht sich auf Recht und Ordnung im Zusammenhang mit reziproker Gewalt. Symbolische Gewalt sucht im analytischen Stil postmoderner Theorien nach den subjektiven Erfahrungen und kulturellen Bedeutungen, die mit Gewalt assoziiert werden. Assoziationen zwischen der Idee von Rache und Rechtssystemen rücken in ihrer Analyse ethnographischer Daten vermehrt in den Vordergrund.

### Erwin Orywal
Erwin Orywal (1949–2019) als Vertreter der kognitiven Ethnologie untersucht kulturelle Dispositionen bei der proximaten Ursache individueller oder kollektiver Gewaltanwendung. Er geht von einem, in seinem Ausmaß durch die jeweilige Kultur geprägtem individuellen Aggressionspotential des Menschen aus und vertritt die These, dass „gewaltsame Konfliktlösungsstrategien in den kulturellen Überzeugungssystemen konzeptualisiert sind“. Mitglieder einer Kultur handeln aufgrund von Bewertungen, welche sich empirisch als Werte und Normen bzw. Überzeugungen oder Ideale in einer Kultur manifestieren. Daraus folgt nach Orywal: „Je positiver eine kognitiv-emotive Rechtfertigung von individuell oder kollektiv gewaltsamen Handeln und je wahrscheinlicher dieses Handeln zur Realisierung der erwünschten Konsequenzen bewertet wird, desto größer ist die Wahrscheinlichkeit, dass es zu einem entsprechenden Handeln kommt.“
Beispiele für Gewalt legitimierende Werte und Überzeugungen sind nach Orywal Männlichkeitsideale, Krieger- und Heldenideale, Feindbilder oder Freund-Feind-Schemata. Daneben misst er dem Vorhandensein einer strukturellen Kriegsfähigkeit (z. B. professionelle Krieger) eine hohe Bedeutung zu: „Je umfassender sich eine strukturelle Kriegsfähigkeit in einer Gesellschaft gestaltet, desto wahrscheinlicher ist auch eine positive Rechtfertigung der Anwendung kriegerischer (Verteidigungs- oder Angriffs-) Gewalt“. Er macht dabei aber deutlich, dass es ohne mentale Gewaltbereitschaft auch keine organisierte Gewaltanwendung geben könne.

### Nancy Scheper-Hughes
Nancy Scheper-Hughes beschäftigt sich in ihren Arbeiten vornehmlich mit struktureller und politischer Gewalt. Der Fokus liegt dabei zum einen auf den „small wars and invisible genocides“ (kleinen Kriegen und unsichtbaren Genoziden), die die Schnittstelle von öffentlicher und verdeckter Gewalt darstellen, zum anderen auf der „violence of everyday life“ (der alltäglichen Gewalt). Unter alltäglicher Gewalt wird die implizit legitimierte Gewalt in bestimmten Staatsformationen und sozialen Institutionen wie dem Haushalt verstanden.
Zusammen mit Philippe Bourgois prägt sie zudem den Begriff des violence continuum (Gewaltkontinuum), „das alle Arten sozialer Ausgrenzung, Enthumanisierung, Depersonalisierung, Pseudospeziation und jeglicher Versachlichungen, die eine Normalisierung grausamen Verhaltens gegenüber Anderen“ mit sich bringen, einschließt. Pseudospeziation wurde von Erik Erikson geprägt und bezeichnet die Klassifikation bestimmter menschlicher Gruppen als Untermenschen, also als weniger als „normale“ Menschen.

### Veena Das
Sich der Empirie zuwendend, merkt die indische Wissenschaftlerin Veena Das an, dass eine rein theoretische mechanische Unterscheidung zwischen instrumenteller oder physischer Gewalt und expressiver oder symbolischer Gewalt den Analysten weg von der eigentlichen Bedeutung von Gewalt und somit von den Folgen für das Individuum oder der Gemeinschaft führe. Im Sinne von Franco Basaglias Konzept der peace time crimes sieht sie die Gewalt nicht als Unterbrechung des Normalzustandes, sondern vielmehr als Implikation des Gewöhnlichen an.